# Tipula zuluensis
Tipula zuluensis är en tvåvingeart som beskrevs av Alexander 1956. Tipula zuluensis ingår i släktet Tipula och familjen storharkrankar. Inga underarter finns listade i Catalogue of Life.